# Kungs-Barkarö socken
Kungs-Barkarö socken i Västmanland ingick i Åkerbo härad, ingår sedan 1971 i Kungsörs kommun och motsvarar från 2016 Kungs-Barkarö distrikt.
Socknens areal är 21,70 kvadratkilometer, varav 21,52 land. År 2000 fanns här 258 invånare. Kyrkbyn Kungs-Barkarö med sockenkyrkan Kungs-Barkarö kyrka ligger i socknen.

## Administrativ historik
Kungs-Barkarö socken har medeltida ursprung.
Vid kommunreformen 1862 övergick socknens ansvar för de kyrkliga frågorna till Kungs-Barkarö församling och för de borgerliga frågorna till Kungs-Barkarö landskommun. Landskommunen inkorporerades 1952 i Kung Karls landskommun som 1971 uppgick i Kungsörs kommun. Församlingen uppgick 2006 i Kungsörs församling.
1 januari 2016 inrättades distriktet Kungs-Barkarö, med samma omfattning som församlingen hade 1999/2000.
Socknen har tillhört fögderier, tingslag och domsagor enligt vad som beskrivs i artikeln Åkerbo härad. De indelta soldaterna tillhörde Västmanlands regemente, Kungsörs kompani, Livregementets grenadjärkår, Kungsörs kompani och Livregementets husarkår.

## Geografi
Kungs-Barkarö socken ligger söder om Köping och Hedströmmen och väster om Mälarviken Galten, norr om Arbogaåns nedersta lopp med Köpingsåsen löpande från norr till söder. Socknen är en slättbygd.
På Köpingsåsen finns ruinerna av Konungaberkarna, nu Hovgården, en äldre kungsgård. Kungsörs kungsgård låg norr om Arbogaåns utlopp. och var ofta använd av regenterna från Gustav Vasa till Karl XII.

## Fornlämningar
På Köpingsåsen finns även en labyrint och den fornminnesmärkta Drottning Kristinas ridbana.

## Namnet
Namnet (1347 Berkarnæ) kommer från den äldre kungsgården. Berkarnæ antas ursprungligen vara ett önamn, vilket har bildats av en form av björk och pluralis aværin, 'grusformation' eller 'sandformation'.

## Befolkningsutveckling
| Befolkningsutvecklingen i Kungs-Barkarö socken 1760–1990                                                | Befolkningsutvecklingen i Kungs-Barkarö socken 1760–1990 | Befolkningsutvecklingen i Kungs-Barkarö socken 1760–1990 | Befolkningsutvecklingen i Kungs-Barkarö socken 1760–1990 | Befolkningsutvecklingen i Kungs-Barkarö socken 1760–1990 |
| --- | -------------------------------------------------------- | -------------------------------------------------------- | -------------------------------------------------------- | -------------------------------------------------------- |
| |                                                          |                                                          |                                                          |                                                          |
| År |                                                          |                                                          | Folkmängd                                                |                                                          |
| 1760 | 1760                                                     |                                                          | 185                                                      |                                                          |
| 1769 | 1769                                                     |                                                          | 212                                                      |                                                          |
| 1780 | 1780                                                     |                                                          | 201                                                      |                                                          |
| 1790 | 1790                                                     |                                                          | 238                                                      |                                                          |
| 1800 | 1800                                                     |                                                          | 303                                                      |                                                          |
| 1810 | 1810                                                     |                                                          | 258                                                      |                                                          |
| 1820 | 1820                                                     |                                                          | 240                                                      |                                                          |
| 1830 | 1830                                                     |                                                          | 325                                                      |                                                          |
| 1840 | 1840                                                     |                                                          | 344                                                      |                                                          |
| 1850 | 1850                                                     |                                                          | 385                                                      |                                                          |
| 1860 | 1860                                                     |                                                          | 474                                                      |                                                          |
| 1870 | 1870                                                     |                                                          | 540                                                      |                                                          |
| 1880 | 1880                                                     |                                                          | 620                                                      |                                                          |
| 1890 | 1890                                                     |                                                          | 684                                                      |                                                          |
| 1900 | 1900                                                     |                                                          | 596                                                      |                                                          |
| 1910 | 1910                                                     |                                                          | 582                                                      |                                                          |
| 1920 | 1920                                                     |                                                          | 582                                                      |                                                          |
| 1930 | 1930                                                     |                                                          | 588                                                      |                                                          |
| 1940 | 1940                                                     |                                                          | 469                                                      |                                                          |
| 1950 | 1950                                                     |                                                          | 408                                                      |                                                          |
| 1960 | 1960                                                     |                                                          | 291                                                      |                                                          |
| 1970 | 1970                                                     |                                                          | 230                                                      |                                                          |
| 1980 | 1980                                                     |                                                          | 196                                                      |                                                          |
| 1990 | 1990                                                     |                                                          | 208                                                      |                                                          |
| Anm: Källor: Umeå universitet - Tabellverket 1749-1859, Demografiska databasen, CEDAR, Umeå universitet |                                                          |                                                          |                                                          |                                                          |